# Cymbasoma mcalicei
Cymbasoma mcalicei is een eenoogkreeftjessoort uit de familie van de Monstrillidae. De wetenschappelijke naam van de soort is voor het eerst geldig gepubliceerd in 1996 door Suarez-Morales.